# Игнатий (Голинченко)
Епископ Игна́тий (в миру Фёдор Влади́мирович Голи́нченко; род. 21 июня 1989, станица Крыловская, Краснодарский край, РСФСР) — архиерей Русской православной церкви, епископ Енисейский и Лесосибирский. 
Тезоименитство — 30 апреля (13 мая) (память святителя Игнатия Кавказского).

## Биография
Родился 21 июня 1989 года в станице Крыловской Краснодарского края в семье рабочих.
В 1996—2006 годах обучался в школе № 1 станицы Каневской Краснодарского края.
В 2006 году поступил в Екатеринодарскую духовную семинарию.
В 2006—2008 годах — иподиакон архиепископа Майкопского и Адыгейского Пантелеимона (Кутового).
В 2008 году поступил в Сретенскую духовную семинарию, а в 2011 году — в Московский открытый институт.
22 марта 2011 года вступил в официальный брак с Голинченко Ксенией Владимировной.
23 октября 2011 года в Покровском кафедральном соборе города Красноярска митрополитом Красноярским и Ачинским Пантелеимоном рукоположен в сан диакона.
10 ноября того же года в храме во имя святого благоверного князя Александра Невского при Красноярский кадетский корпус им. А. И. Лебедя тем же архиереем рукоположен в сан пресвитера.
4 января 2012 года назначен штатным клириком храма Михаила Архангела и чуда его в Хонех в Красноярске.
В 2013 году поступил в магистратуру Сретенской духовной семинарии.
С 14 февраля 2013 года — настоятель и председатель приходского совета (строящегося) кафедрального собора Рождества Пресвятой Богородицы города Красноярска. С 6 февраля 2014 года — и. о. настоятеля храма Михаила Архангела и чуда его в Хонех города Красноярска.
С 2013 года — заместитель войскового священника Енисейского ВКО.
14 октября 2016 года назначен ключарём и заместителем председателя приходского совета Покровского кафедрального собора города Красноярска.
22 декабря 2017 года в красноярском Успенском мужском монастыре митрополитом Красноярским и Ачинским Пантелеимоном (Кутовым) пострижен в монашество с именем Игнатий в честь святителя Игнатия Кавказского.
25 декабря 2017 года его брак был расторгнут по решению суда, которое вступило в силу 27 января 2018 года.
В 2018 года становится членом Епархиального совета Красноярской епархии.

### Архиерейство
9 июля 2019 года решением Священного Синода избран епископом Енисейским и Лесосибирским.
14 июля 2019 года за Литургией в соборе Михаила Архангела города Железногорска Красноярского края митрополитом Красноярским Пантелеимоном возведён в сан архимандрита.
17 июля 2019 года в Тронном зале Патриарших покоев Свято-Троицкой Сергиевой лавры наречён во епископа.
1 сентября 2019 года в Большом соборе Донского ставропигиального мужского монастыря в Москве состоялась его епископская хиротония, которую совершили: Патриарх Кирилл, митрополит Тверской и Кашинский Савва (Михеев), митрополит Красноярский и Ачинский Пантелеимон (Кутовой); архиепископ Каширский Феогност (Гузиков), епископ Архангельский и Холмогорский Корнилий (Синяев), епископ Минусинский и Курагинский Никанор (Анфилатов), епископ Норильский и Туруханский Агафангел (Дайнеко), епископ Сурожский Матфей (Андреев), епископ Павлово-Посадский Фома (Мосолов), епископ Бронницкий Фома (Демчук), епископ Солнечногорский Алексий (Поликарпов).